# Pycnogonum tesselatum
Pycnogonum tesselatum is een zeespin uit de familie Pycnogonidae. De soort behoort tot het geslacht Pycnogonum. Pycnogonum tesselatum werd in 1968 voor het eerst wetenschappelijk beschreven door Stock. 